# Nikolaj Osjanin
Nikolaj Viktorovič Osjanin (in russo Николай Викторович Осянин?; Sobolevskoe, 12 dicembre 1941 – 21 marzo 2022) è stato un calciatore sovietico dal 1991 russo, di ruolo attaccante.

## Palmarès

### Calciatore

#### Club
- Vysšaja Liga: 1

Spartak Mosca: 1969
- Kubok SSSR: 1

Spartak Mosca: 1971
- Pervaja Liga: 1

Kryl'ja Sovetov: 1961

#### Individuale
- Capocannoniere della Vysšaja Liga: 1

1969 (16 gol)

## Statistiche

### Cronologia presenze e reti in Nazionale
| Cronologia completa delle presenze e delle reti in nazionale ― Unione Sovietica | Cronologia completa delle presenze e delle reti in nazionale ― Unione Sovietica | Cronologia completa delle presenze e delle reti in nazionale ― Unione Sovietica | Cronologia completa delle presenze e delle reti in nazionale ― Unione Sovietica | Cronologia completa delle presenze e delle reti in nazionale ― Unione Sovietica | Cronologia completa delle presenze e delle reti in nazionale ― Unione Sovietica | Cronologia completa delle presenze e delle reti in nazionale ― Unione Sovietica | Cronologia completa delle presenze e delle reti in nazionale ― Unione Sovietica |
| Data                                                                            | Città                                                                           | In casa                                                                         | Risultato                                                                       | Ospiti                                                                          | Competizione                                                                    | Reti                                                                            | Note                                                                            |
| ------------------------------------------------------------------------------- | ------------------------------------------------------------------------------- | ------------------------------------------------------------------------------- | ------------------------------------------------------------------------------- | ------------------------------------------------------------------------------- | ------------------------------------------------------------------------------- | ------------------------------------------------------------------------------- | ------------------------------------------------------------------------------- |
| 04/12/1965                                                                      | Montevideo                                                                      | Uruguay                                                                         | 1 – 3                                                                           | Unione Sovietica                                                                | Amichevole                                                                      | 1                                                                               | 71’                                                                             |
| 06/08/1969                                                                      | Mosca                                                                           | Unione Sovietica                                                                | 0 – 1                                                                           | Svezia                                                                          | Amichevole                                                                      | -                                                                               |                                                                                 |
| 24/09/1969                                                                      | Belgrado                                                                        | Jugoslavia                                                                      | 1 – 3                                                                           | Unione Sovietica                                                                | Amichevole                                                                      | -                                                                               | 78’                                                                             |
| Totale                                                                          |                                                                                 | Presenze                                                                        | 3                                                                               |                                                                                 | Reti                                                                            | 1                                                                               |                                                                                 |